# Constantin Brătescu
Constantin Brătescu, romunski general, * 1892, † 1971.